# Thérèse de Groot

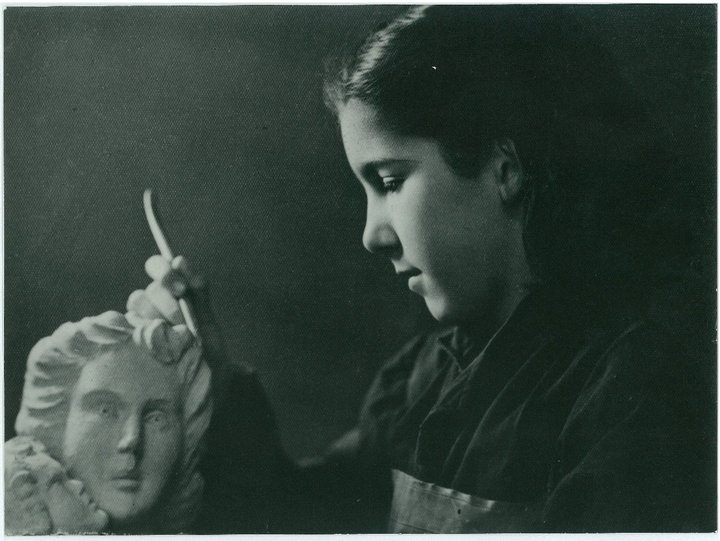
Thérèse de Groot als Kind

Thérèse de Groot (* 13. Mai 1930 in Novo mesto; † 15. Oktober 2011 in Den Haag) war eine slowenisch-niederländische Bildhauerin.

## Leben
Thérèse de Groot wurde 1930 als Thérèse Haider in Slowenien, einem Teil des Königreichs Jugoslawien, geboren. Als Kind erlebte sie den Zweiten Weltkrieg mit und hielt sich als Elfjährige mit den Partisanen in den Bergen auf. Schon in jungen Jahren zeigte sie ein Talent für Bildhauerei und besuchte die Akademie für Bildende Kunst und Design Ljubljana. Sie absolvierte ein Praktikum bei Giacomo Manzù in Italien und ging nach ihrem Studium nach Österreich. 1958 heiratete sie in Wien den Niederländer Jan de Groot. Das Paar bekam drei Töchter und ließ sich nach einiger Zeit im Ausland im niederländischen Den Haag nieder.

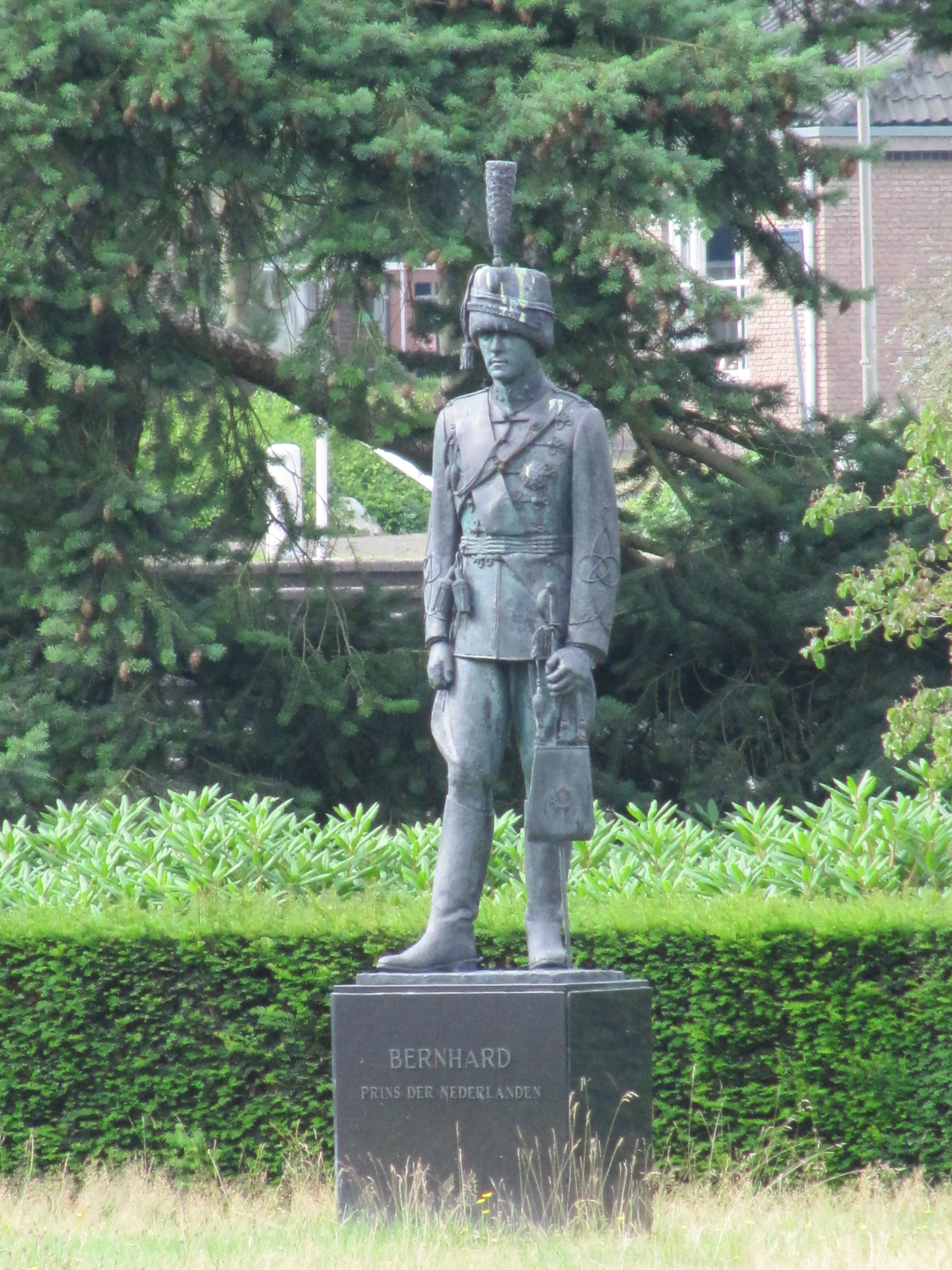
Prins Bernhard, Amersfoort

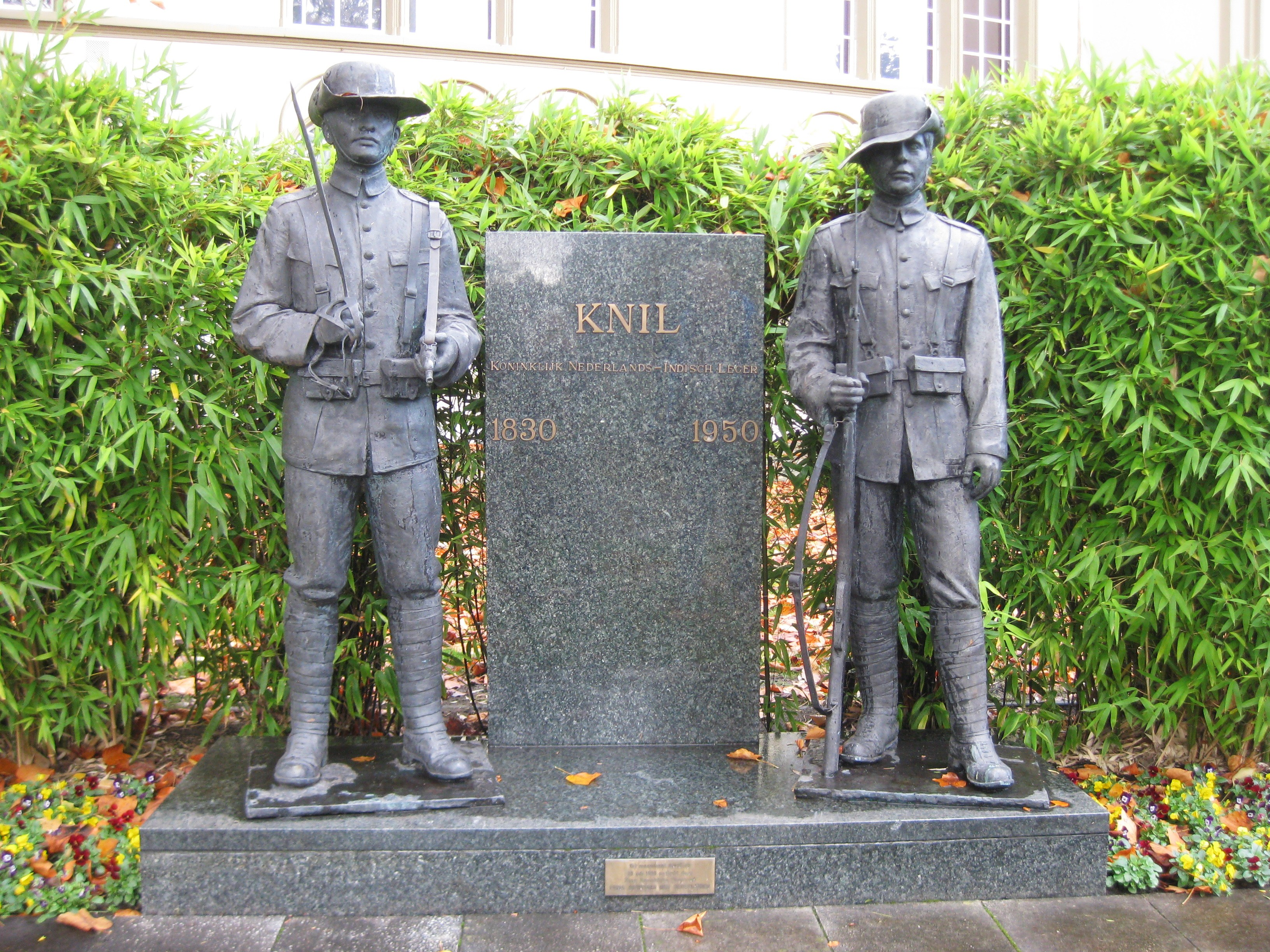
KNIL-Mmonument, Bronbeek

Thérèse de Groot widmete sich zunächst der Porträtmalerei. Später gab sie auch Unterricht. Sie schuf gegenständliche Büsten und Mahnmale, die außer in den Niederlanden auch in Kanada, Frankreich, Ghana, Italien, Österreich, Spanien, Slowenien und den Vereinigten Staaten von Amerika zu finden sind. Sie war Mitglied des Pulchri Studios in Den Haag.
Neben ihrer Tätigkeit als Malerin und Bildhauerin unternahm Thérèse de Groot ausgedehnte Reisen. Ihre Reiseberichte wurden unter anderem in Elsevier und De Telegraaf veröffentlicht. Außerdem hielt sie Vorträge, in denen sie sich für die Rechte der Frauen, insbesondere in China, einsetzte. Thérèse de Groot starb 2011 in Den Haag.

## Werke (Auswahl)
Thérèse de Groots Werke wurden unter anderem 1971 im Congresgebouw in Den Haag und 1986 im Museum Swaensteyn in Voorburg ausgestellt.
Ihre Büste des niederländischen Widerstandskämpfers Pieter Jacob Six im Dorf 's-Graveland in der heutigen Gemeinde Wijdemeren wurde 1987 von Prinz Bernhard enthüllt. Vier Jahre später fertigte sie eine Statue von Prinz Bernhard an, die auf dem Vorplatz der Bernhard-Kaserne in Amersfoort aufgestellt wurde. Die 300 Kilogramm schwere Skulptur zeigt den Prinz im Alter von 27 Jahren in Zeremonienuniform mit Grenadiermütze und Säbel. 1990 schuf sie das KNIL-Denkmal für das Haus Bronbeek in Arnhem, das ebenfalls von Prinz Bernhard enthüllt wurde. Es zeigt gleichrangig nebeneinander einen indonesischen und einen niederländischen Militärangehörigen in Uniform mit Gewehr. Eine Kopie des Werks wurde auf dem Ehrenfriedhof in Pandu in der Nähe von Bandung im Regierungsbezirk Gresik auf Java aufgestellt.
- 1984: Denkmal zur Erinnerung an alle gefallenen Kavalleristen. Cavaleriemuseum, Amersfoort
- 1984: Bronzebüste Pieter Jacob Six. Cavaleriemuseum, Amersfoort
- 1987: Büste Pieter Jacob Six. ’s-Graveland, Gemeinde Wijdemeren
- 1990: KNIL-Denkmal. Haus Bronbeek, Velperweg 147, Arnhem
- 1991: Bronzestatue von Prinz Bernhard. Bernhard-Kaserne, Barchman Wuytierslaan, Amersfoort
- Bronzebüste Frank Wolfaert Boudewijn van Lynden. Cavaleriemuseum, Amersfoort
- Bronzebüste Jan Jacob Gerard Beelaerts van Blokland. Cavaleriemuseum, Amersfoort